# Парк Джона Леннона
Парк Джона Леннона (также Парк имени Джона Леннона; исп. Parque John Lennon) — расположен в районе Ведадо города Гаваны, Куба.
Назван в честь бывшего члена the Beatles Джона Леннона. В парке установлена бронзовая скульптура музыканта, а у её подножия находится надпись следующего содержания: «Dirás que soy un soñador pero no soy el único», перевод на испанский фразы из песни Imagine («Можно сказать, что я мечтатель, но я не одинок»). Сам музыкант шутливо называл Imagine «подлинным коммунистическим манифестом».
Памятник Джону Леннону был открыт 8 декабря 2000 года. Тогда же парк получил своё нынешнее название. Автор памятника — скульптор Хосе Вилья. На церемонии открытия присутствовал глава государства Фидель Кастро.
Памятник музыканту вдохновил известного кубинского журналиста и переводчика Эрнесто Хуана Кастельяноса на написание книги «John Lennon en La Habana with a little help from my friends», которая вышла в 2005 году в гаванском издательстве Ediciones Unión. Книга рассказывает о создании скульптуры и о распространении на Кубе музыки the Beatles в 1960-70-е гг.
Тихий парк имеет правильную прямоугольную форму, что обусловлено продольно-поперечной структурой улиц в этой части Гаваны. Служит прекрасным местом отдыха, встреч и новых знакомств. Иногда здесь проводятся концерты классической гитарной музыки.

## Галерея

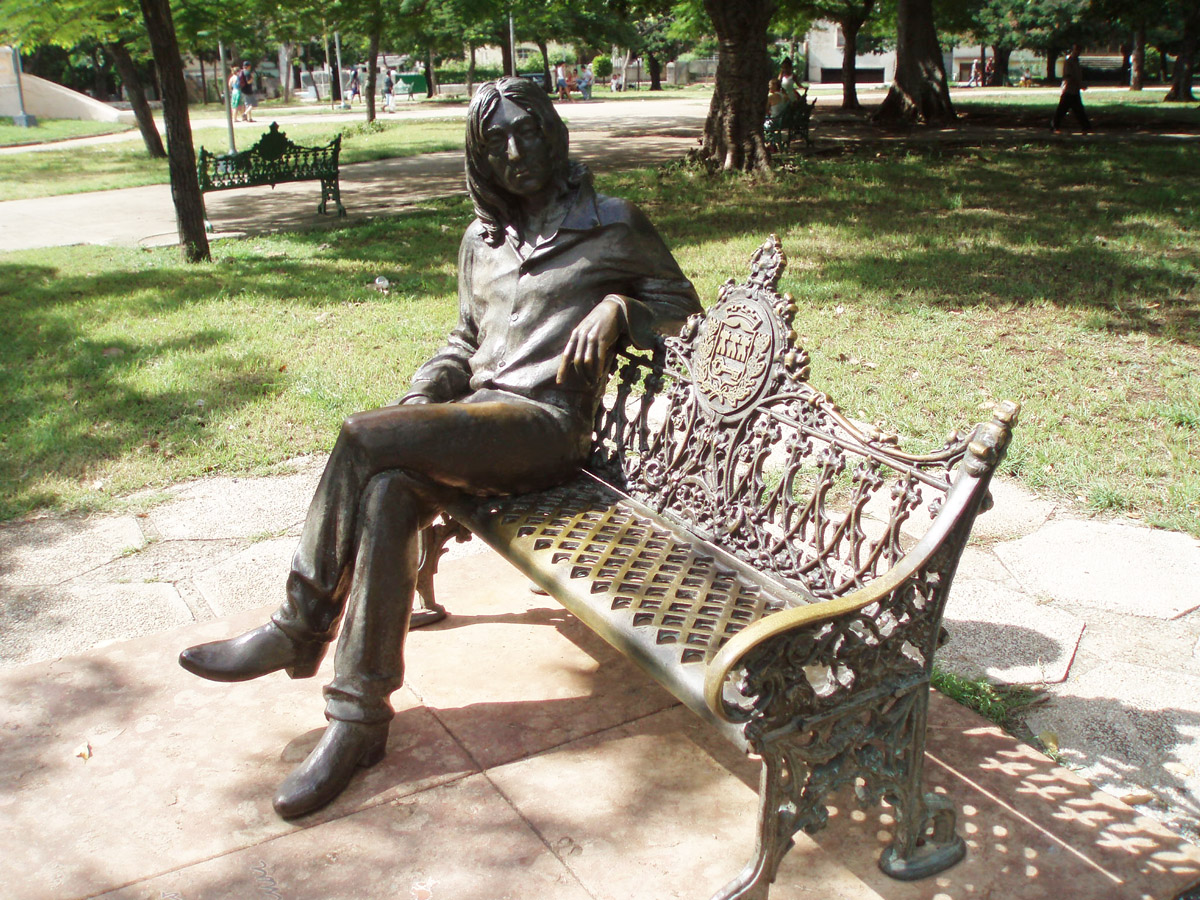
Парк Джона Леннона и памятник музыканту (на скульптуре нет очков)
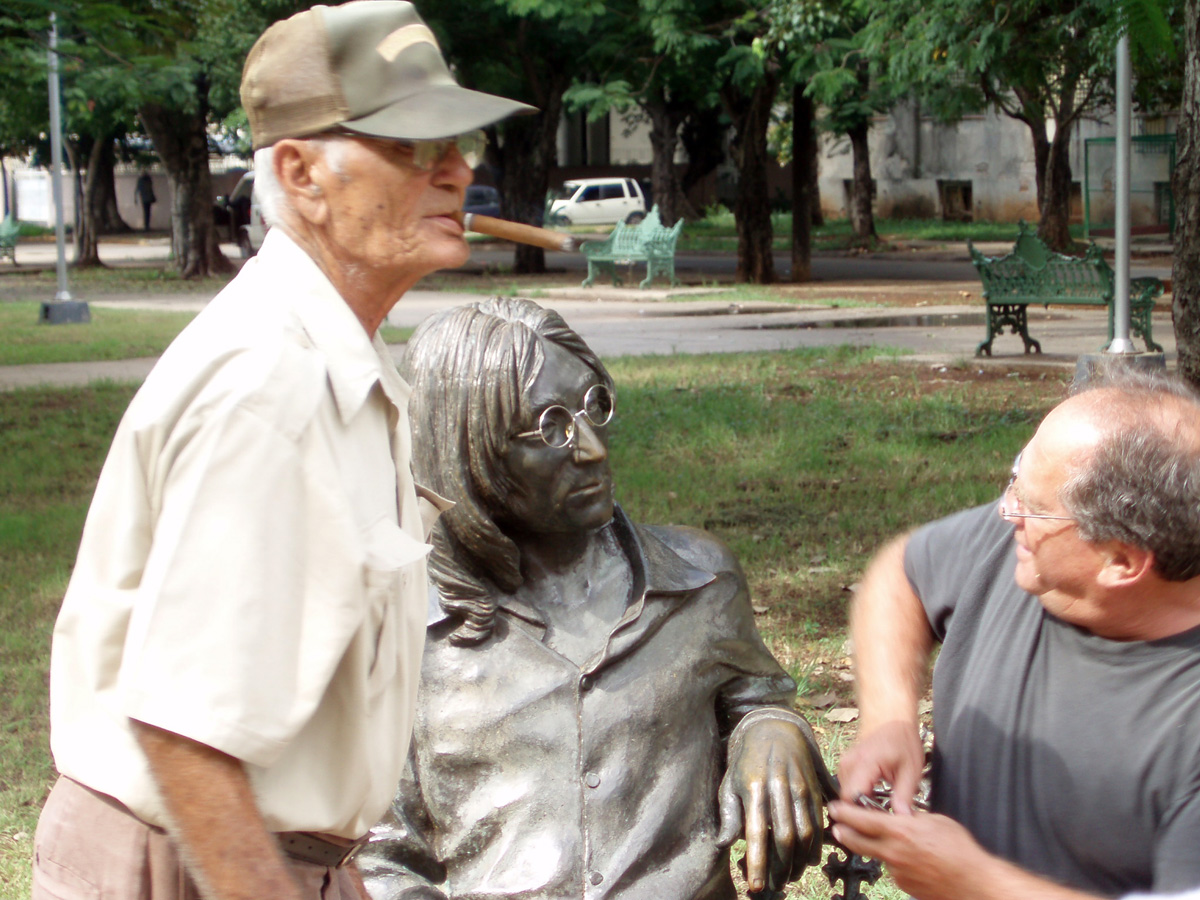
Служащий парка (слева), ответственный за хранение очков от скульптуры